# Vaillante / Dimanche Fillettes
Vaillante. Il diario delle ragazze / Dimanche Fillettes  sono state pubblicate due riviste per adolescenti pubblicate da Éditions Vaillant per le giovani ragazze. La prima, Vaillante. Il diario delle ragazze, la troviamo in edicola dal 1946 al 1948 e la seconda, Dimanche Fillettes, la troviamo in edicola dal 1949 al 1950.
Le due riviste vengono pubblicate in contemporanea nelle stesse date dell'altro periodico di Éditions Vaillant con il nome di testata Vaillant.

## Vaillante. Il diario delle ragazze
Il periodico nei venti sette mesi di pubblicazioni era realizzato con molte strisce inedite e destinate alle ragazze già lettrici di Vaillant. Idea innovativa, per fine anni 40 dell’altro secolo, pubblicare un giornale per il pubblico femminile. Il giornale si presentava come un moderno rotocalco di oggi. Si troveranno insieme una combinazione di fumetti, editoriale, rubriche con consigli, romanzi e tutto quello che poteva interessare alle ragazze.
Dal novembre 1946 al febbraio 1948 verranno pubblicati una cinquantina di giornali. il numero uno di Vailante. Le magazine des petites filles de France (cosi chiamato con il secondo titolo copertina) fu pubblicato nel novembre 1946 come supplemento al mensile Vaillant.
Uno dei difetti di quel periodico era che spesso tra la rivista maschile e femminile si avevano le stesse impaginazioni. Il motivo che la redazione era molto ristretta per cause economiche. Si risentivano ancora tutti i problemi lasciati dalla guerra. Il progetto del giornale Vaillante, in sostanza non raggiunse i suoi obiettivi di mercato.
Vaillante, il diario delle ragazze cessa nel febbraio 1948, le sue pubblicazioni. Una famiglia operaria, con un ragazzo e una ragazza, non si poteva permettere di acquistare due giornali per i suoi figli

## Dimanche Fillettes
Tredici mesi dopo la scomparsa di Vaillante, le Éditions Vaillant cercarono di fare un nuovo tentativo editoriale che si rivolgeva alle giovani donne pubblicando Dimanche Fillettes il 4 aprile 1949.
Questo nuovo settimanale aveva lo stesso formato del precedente (Vaiilante) pubblicato su otto pagine, di cui quattro a colori, con un identico prezzo di vendita: quindici franchi-
Il primo numero della rivista  era molto simile al n.203 di Vailant (per ridurre i costi). Nel riquadro in seconda pagina del numero del 4 aprile 1949 troviamo una nota:  “Per le vostre sorelle che hanno preteso un Vaillant per loro, qui, da questa settimana, Dimanche Fiillettes, edizione di Vaillant è costruito e pubblicato per le ragazze"
Si chiarisce nell'editoriale e si ritrova una continuità con la pubblicazione precedente Vaillante.  Ritornano una serie di rubriche come la lettera e la posta di Ficelle.
In questo periodico cinque serie di fumetti sono pubblicati in contemporanea con Vaillant: “Bob Mallard ”, “Yves le Loup”, “Placido e Musetto”, “Evviva Freddi!” e “Le avventure di R. Hudi Junior”. Sono  quattro i  racconti che  non si trovano in Vaillant e appartengono al giornale al femminile:  Moïna di M. Brunel e sceneggiatura di R.Thierry; “Dame Carcas” di Jean Trubert; “Louison la Marseillaise” sceneggiata di R. Thierry, disegnata Jacques Souriau; “Martine nel mondo” di Jacques Souriau.
Dimanche Fillettes, nei suoi undici mesi di pubblicazione, non ha mai mostrato originalità a differenza di Vaillante che aveva un rispetto per suo pubblico femminile.
La rivista scomparve, nel marzo 1950, dopo unici mesi di pubblicazione, senza incidere particolarmente tra il pubblico, le sue ultime lettrici continuavano a leggere il giornale dei loro fratelli o dai loro piccoli amici. Vaillant era molto simile al loro giornale.

## Autori
Tra i più importanti autori che hanno lavorato per le due riviste troviamo:
Crespi, Rémy Bourlès, José Cabrero Arnal, Eugene Gire, René Bastard, Jen Trubert, Jacques Souriau, Claude-Henri Juillard...